# موريس آكر
موريس آكر (25 يونيو 1987 في الولايات المتحدة - ) (بالإنجليزية: Maurice Acker)‏ هو لاعب كرة سلة أمريكي في مركز هجوم خلفي. لعب مع Quebec Kebs ‏.

## وصلات خارجية
- موريس آكر على موقع كرة السلة الأوروبية.كوم (الإنجليزية)
- موريس آكر على موقع كلية كرة السلة في سبورتس رفرنس.كوم (الإنجليزية)
- موريس آكر على موقع ريلجم (الإنجليزية)
- موريس آكر على موقع بروبوليرز (الإنجليزية)
- موريس آكر على موقع سبورتس رفرنس (الإنجليزية)